# Arasanahal, Harapanahalli
Arasanahal là một làng thuộc tehsil Harapanahalli, huyện Davanagere, bang Karnataka, Ấn Độ.